# بيك ييرين
بيك-ييرين ((الكورية: 백예린); ولدت في  يونيو 26, 1997), تعرف باسم ييرين أو ييرين بيك. هي مغنية وكاتبة أغاني كورية جنوبية. بدأت مسيرتها الفنية سنة 2012 كعضوة في فرقة 15& وأيضاً كمغنية منفردة في 30 نوفمبر 2015، من خلال الألبوم المصغر الأول فرانك. 

## حياتها
ولدت ييرين في 26 يونيو 1997 في حي جانغ ‏ في دايجو. خلال فترة تدربها في جاي واي بي إنترتينمنت، عاشت لمدة سنتان في نيويورك حيث عائلتها تعيش الآن. تخرجت من مدرسة هانليم للفنون المتعددة ‏ في فبراير 2016 مع زميلتها في الفرقة بارك جيمين وكيم يوغيوم من غوت سفن.

## وصلات خارجية
- بيك ييرين على موقع ميوزك برينز (الإنجليزية)